# Грем Інгліш
Грем Інгліш (англ. Graeme English; нар. 25 вересня 1964, Кілсайт, Північний Ланаркшир — 18 лютого 2021) — шотландський борець вільного стилю, срібний та бронзовий призер чемпіонатів Співдружності, дворазовий бронзовий призер Ігор Співдружності, учасник Олімпійських ігор.

## Життєпис
Грем Інгліш спочатку був талановитим гімнастом, але серйозна травма гомілковостопного суглоба, отримана після незручного приземлення, поклала край його кар'єрі в гімнастиці. Тому після одужання він кинув гімнастику та повернувся до боротьби — виду спорту, який пробував у дитинстві.
У підлітковому віці колишнього столяра з Іст-Кілбрайда тренував Майкл Кавана у клубі боротьби Іст-Кілбрайда. Через три роки після того, як Інгліш знову почав займатися боротьбою, він став бронзовим призером Ігор Співдружності у напівважкій вазі. На Іграх в Единбурзі 1986 року Інгліш був одним із трьох шотландських борців, які виграли медалі, тоді Шотландія отримала найбільшу кількість медалей у боротьбі з 1934 року. Інгліш виграв другу бронзу Ігор Співдружності у Вікторії, Канада, у 1994 році.
На інших великих міжнародних змаганнях Інгліш брав участь у Чемпіонаті світу 1991 року, чемпіонатах Європи 1988 та 1992 років, а також Чемпіонаті Співдружності 1987 та 1993 років, вигравши відповідно бронзову та срібну медалі у напівважкій вазі на двох останніх чемпіонатах. Інгліш також брав участь в Олімпійських іграх у Сеулі 1988 року, але після двох стартових перемог, зазнав поразок від Габора Тота з Угорщини і Джима Шерра зі США і не зміг вийти із групи, щоб поборотися за медалі.
У період з 1986 по 1994 рік Інгліш виграв вісім чемпіонських титулів Великої Британії. Він був чемпіоном у напівважкій вазі в 1986-88, 1990, 1992 і 1994 роках, а також чемпіоном у важкій вазі в 1989 і 1993 роках. Незабаром після Ігор Співдружності 1994 року Інгліш почав працювати тренером, але продовжував виступати на змаганнях і, окрім виграшу багатьох титулів серед дорослих, він додав свій дев'ятий британський титул (суперважка вага) у 2000 році.
Син Інгліша Брендон також був борцем.

## Спортивні результати на міжнародних змаганнях

### Виступи на Олімпіадах
| Змагання                    | Збірна          | Вагова категорія          | Місце              |
| --------------------------- | --------------- | ------------------------- | ------------------ |
| Літні Олімпійські ігри 1988 | Велика Британія | вільна боротьба, до 90 кг | не вийшов із групи |

### Виступи на Чемпіонатах світу
| Змагання                        | Збірна          | Вагова категорія          | Місце |
| ------------------------------- | --------------- | ------------------------- | ----- |
| Чемпіонат світу з боротьби 1991 | Велика Британія | вільна боротьба, до 90 кг | 17    |

### Виступи на Чемпіонатах Європи
| Змагання                         | Збірна          | Вагова категорія          | Місце |
| -------------------------------- | --------------- | ------------------------- | ----- |
| Чемпіонат Європи з боротьби 1988 | Велика Британія | вільна боротьба, до 90 кг | 10    |
| Чемпіонат Європи з боротьби 1992 | Велика Британія | вільна боротьба, до 90 кг | 15    |

### Виступи на Чемпіонатах Співдружності
| Змагання                                | Збірна    | Вагова категорія          | Місце  |
| --------------------------------------- | --------- | ------------------------- | ------ |
| Чемпіонат Співдружності з боротьби 1987 | Шотландія | вільна боротьба, до 90 кг | Бронза |
| Чемпіонат Співдружності з боротьби 1993 | Шотландія | вільна боротьба, до 90 кг | Срібло |

### Виступи на Іграх Співдружності
| Змагання                | Збірна    | Вагова категорія          | Місце  |
| ----------------------- | --------- | ------------------------- | ------ |
| Ігри Співдружності 1986 | Шотландія | вільна боротьба, до 90 кг | Бронза |
| Ігри Співдружності 1994 | Шотландія | вільна боротьба, до 90 кг | Бронза |